# Delta (Griechenland)
Delta (griechisch Δέλτα (n. sg.)) ist eine Gemeinde in Nordgriechenland, wenig westlich der zentralmakedonischen Hauptstadt Thessaloniki. Sie wurde zum 1. Januar 2011 durch die Fusion von drei Gemeinden geschaffen, die seither Gemeindebezirke bilden. Sie umfasst neun Kleinstädte beziehungsweise größere Dörfer, die größten von ihnen sind mit knapp 10.000 Einwohnern Diavata und der Gemeindesitz Sindos.
Delta umfasst den untersten Teil des Deltas des Flusses Axios; neben diesem münden der Loudias, der die Gemeinde von Alexandria abgrenzt, und der Gallikos auf dem Gemeindegebiet in den Thermaischen Golf. Der Osten der Gemeinde grenzt an das geschlossene Stadtgebiet des Ballungsraums von Thessaloniki mit den Gemeinden Oreokastro, Kordelio-Evosmos und Ambelokipi-Menemeni. Nördliche Nachbargemeinde ist Chalkidona.

## Gemeindegliederung
Die acht Stadtbezirke wählen Ortsräte, die Ortsgemeinschaft Vrachia einen lokalen Vertreter. Die Einwohnerzahlen stammen aus dem Ergebnis der Volkszählung 2011.
- Gemeindebezirk Axios – Δημοτική Ενότητα Αξίου – Άξιος – 6.613 Ew.
  - Stadtbezirk Kymina – Δημοτική Κοινότητα Κυμίνων – Κύμινα – 3.652
  - Stadtbezirk Nea Malagra – Δημοτική Κοινότητα Νέων Μαλγάρων – Νέα Μάλγαρα – 2.404
  - Ortsgemeinschaft Vrachia – Τοπική Κοινότητα Βραχιάς – Βραχιά – 557
- Gemeindebezirk Echedoros – Δημοτική Ενότητα Εχεδώρου – Εχεδώρος – 29.367
  - Stadtbezirk Diavata – Δημοτική Κοινότητα Διαβατών – 11.140
    - Agia Sofia – Αγία Σοφία – 1.250
    - Diavata – Διαβατά – 9.890

  - Stadtbezirk Kalochori – Δημοτική Κοινότητα Καλοχωρίου – Καλοχώρι – 4.672
  - StadtbezirkNea Magnisia – Δημοτική Κοινότητα Νέας Μαγνησίας – Νέα Μαγνησία – 4.266
  - Stadtbezirk Sindos – Δημοτική Κοινότητα Σίνδου – Σίνδος – 9.289
- Gemeindebezirk Chalastra – Δημοτική Ενότητα Χαλάστρας – 9.859
  - Stadtbezirk Anatoliko – Δημοτική Κοινότητα Ανατολικού – Ανατολικό – 2.589
  - Stadtbezirk Chalastra – Δημοτική Κοινότητα Χαλάστρας – Χαλάστρα – 7.270

## Verkehr
Sindos und Axios besitzen je einen Bahnhof an den hier vereinigt geführten Bahnstrecken Thessaloniki–Athen und Thessaloniki–Florina.